# حامد رشیدی
حامد رشیدی کشتی‌گیر آزادکار کرمانشاهی تیم ملی ایران است. 
از افتخارات این کشتی گیر می توان به کسب مدال برنز مسابقات قهرمانی کشتی آسیا ۲۰۱۷ اشاره کرد.

## فعالیت حرفه‌ای ورزشی

### قهرمانی آسیا ۲۰۱۷
در وزن ۷۰ کیلوگرم حامد رشیدی در دور نخست مقابل ین لو از چین با نتیجه ۱۰ بر صفر به پیروزی رسید. وی در دور بعد مقابل اختیار نوروزف دارنده مدال برنز المپیک و نقره جهان از ازبکستان در یک کشتی نزدیک با نتیجه ۹ بر ۸ شکست خورد. وی با توجه به حضور این کشتی گیر در دیدار فینال به گروه بازنده‌ها رفت. وی در این گروه مقابل گون وو لی از کره جنوبی با نتیجه ۱۰ بر صفر به پیروزی رسید  و به دیدار رده بندی راه یافت. رشیدی در این دیدار غلام جان شاریپوف از تاجیکستان را با نتیجه ۱۰ بر صفر مغلوب کرد و به مدال برنز رسید.